# Jennifer Warnes
Jennifer Jean Warnes (Seattle, 3 marzo 1947) è una cantante statunitense, nota al pubblico internazionale soprattutto per la sua interpretazione del brano (I've Had) The Time of My Life, per la colonna sonora di Dirty Dancing - Balli proibiti.

## Carriera
Oltre ad essere una cantante è anche compositrice, arrangiatrice e produttrice discografica, nota per le sue interpretazioni di composizioni scritte da lei stessa e da altri; ha una vasta playlist come cantante in colonne sonore cinematografiche ed è stata una cara amica e collaboratrice del cantautore canadese e poeta Leonard Cohen.
Nel 1971, ha incontrato Cohen, ed i due sono rimasti amici per la vita. Ha collaborato nei tour in Europa con la band di Cohen nel 1972 e nel 1979, prima come cantante di back-up e poi come arrangiatore vocale e cantante ospite negli album di Cohen Live Songs (1973), Recent Songs (1979), Various Positions (1985), I'm Your Man (1988), The Future (1992), Field Commander Cohen: Tour 1979 (2001), e Old Ideas (2012), la Warnes più tardi (1987) ha inciso un album acclamato dalla critica audiofila delle canzoni di Cohen, Famous Blue Raincoat. Nel 1972, ha pubblicato il suo terzo album, Jennifer, che è stato prodotto da John Cale. Nel 1976 la Warnes ha pubblicato l'album, che conterrà il suo fortunato singolo da hit parade "Right Time of the Night" nel 1977 .
All'inizio della sua carriera le fu consigliato di cambiare il proprio cognome da "Warnes" a "Warren", ma per non generare confusione con l'attrice Jennifer Warren, preferì esibirsi col solo nome "Jennifer" per i primi anni '60, per poi tornare a "Jennifer Warnes" per il resto della sua carriera.
La sua carriera di cantante ha avuto i maggiori picchi di popolarità grazie alle colonne sonore di due film. Nel già citato Dirty Dancing - Balli proibiti il brano (I've Had) The Time of My Life, cantato dalla Warnes e Bill Medley vinse il Grammy Award come "Migliore performance pop di un gruppo o duo", Oscar per la migliore canzone, Golden Globe per la migliore canzone originale. Nel 1983 un altro film, Ufficiale e gentiluomo, in cui la Warnes duetta con Joe Cocker nel brano Up Where We belong, tema portante del film, le fece ottenere il Grammy Award come "migliore performance di un duo o gruppo".

## Discografia

### Album
- I Can Remember Everything (1968)
- See Me, Feel Me, Touch Me, Heal Me (1969)
- Jennifer (1972)
- Jennifer Warnes (1976)
- Shot Through the Heart (1979)
- Famous Blue Raincoat (1987)
- The Hunter (1992)
- The Well (2001)

## Collaborazioni principali
- Up Where We Belong con Joe Cocker
- All the Right Movies con Chris Thompson
- (I've Had) The Time of My Life con Bill Medley